# Esperienza
In ambito educativo, psicologico e filosofico, il termine esperienza (o empirìa, dal greco ἐμπειρία, empeirìa) si riferisce a diversi significati:

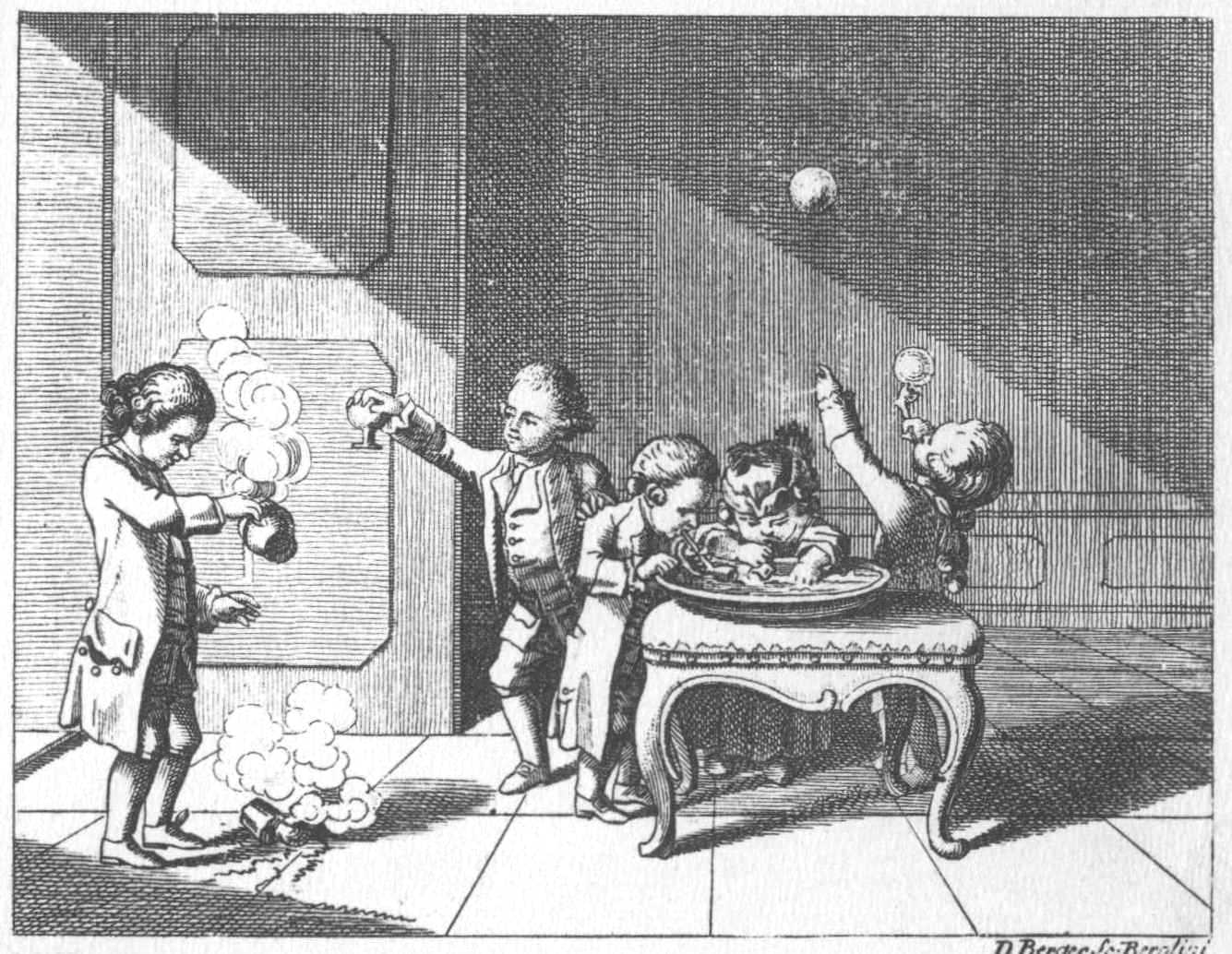
Esperienze di gioco in ambito pedagogico (incisione del 1774)

- riguardo alla sensibilità interiore, è la percezione intuitiva, immediata, di un sentimento o un'emozione, che può tradursi nell'acquisizione pratica di un vissuto, una competenza o un'abilità;[1]
- nella filosofia della scienza denota il momento conoscitivo incentrato sulla sensazione sensibile; in senso più specifico riguarda la fase sperimentale delle osservazioni scientifiche basate sulle «sensate esperienze» che portano alle «dimostrazioni necessarie» secondo la definizione di Galileo:

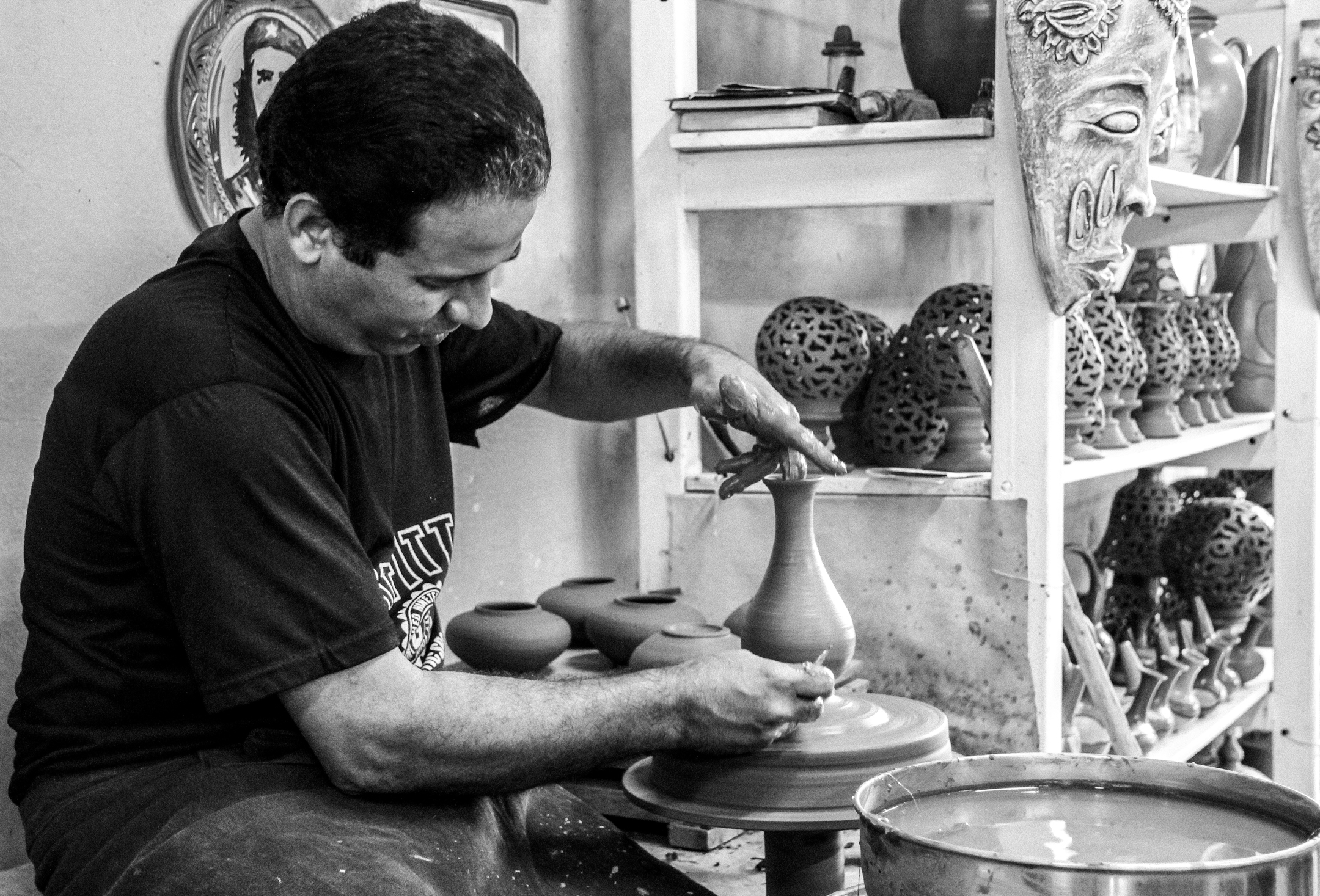
Acquisizione di esperienze e abilità manuali in campo lavorativo.

## Il pensiero antico
L'antica cultura greca capì sin dall'inizio l'importanza di analizzare e specificare questo termine nel suo uso e significato. Nella lingua greca antica la parola esperienza era indicata con ἐμπειρία (empeirìa), composta da ἐν, ἦν (in, all'interno) e πεῖρα (prova) volendo significare che con l'esperienza il soggetto era in grado di saggiare all'interno la realtà.
Senofane, Alcmeone, Empedocle misero in rilievo l'importanza di un sapere basato su dirette esperienze personali ma nello stesso tempo ne notarono il carattere contigente e particolare:
In questa linea di pensiero si trovò anche Protagora osservando che l'uomo, essere intermedio tra l'animale e la divinità, oscilla sempre tra ciò che nell'esperienza è evidente e ciò che appare, tra la verità e la falsità del dato empirico. Questa fallace natura umana e l'impossibilità di condurre la lunga ricerca della verità sempre troncata dalla brevità della vita, fa sì che ad esempio egli non potrà mai affermare con certezza se gli dei esistono o non esistono:

## Il pensiero greco arcaico
Questa diffidenza del pensiero greco nei confronti della validità conoscitiva dell'esperienza è stata riportata dal filologo tedesco Bruno Snell (1896-1986) a una concezione della realtà, testimoniata dai poemi omerici, che per i greci acquistava consistenza e validità solo se era visibile.
Già il filosofo italiano Guido Calogero nel primo capitolo della sua Storia della logica antica, dedicato a "La struttura del pensiero arcaico", aveva avanzato una simile teoria riguardante il pensiero greco arcaico secondo la quale i greci avevano un'esperienza della realtà come "spettacolo": la vista tra i cinque sensi, era, ed è, infatti, per la specie umana quello primario, quello che mette in contatto diretto con il mondo esterno.
I Greci, sosteneva Calogero, in epoca arcaica non distinguevano dunque tra visibilità, esistenza e pensiero: solo ciò che era visibile esisteva veramente e quindi poteva essere pensato.

## La fiducia nell'esperienza

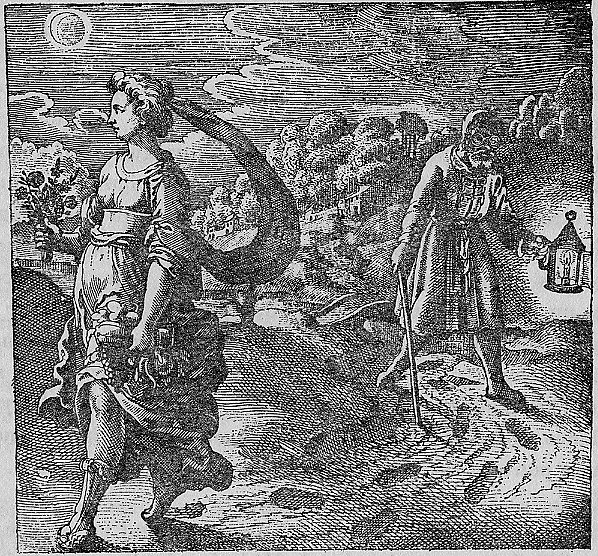
Emblema 42 dal trattato Atalanta fugiens, di Michael Maier (1612), che ha come motto: «Nelle faccende della chimica, ti sia guida la Natura, bastone la Ragione, occhiali l'Esperienza e lampada la Lettura».

Un'analisi più accurata del concetto di esperienza (empeirìa) venne condotta da Platone il quale distingueva tra i giudizi formati sulla base di esperienze pratiche e quelli che hanno utilizzato l'intelletto per elaborare veri e propri ragionamenti (lògoi); l'esperienza inoltre permette di formarsi le regole di un metodo secondo le quali praticare ordinatamente ogni attività pratica (technè). Platone quindi non nega l'importanza dell'esperienza ma anzi vuole giustificarla, dando un fondamento ontologico ai fenomeni sensibili sulla base delle idee che l'esperienza stessa induce a risvegliare nella mente umana.
L'interesse di Aristotele per la conoscenza della natura è confermata dalle numerose e ampie analisi che egli condusse sul concetto di esperienza, definendola come un insieme di sensazioni e memoria reso possibile dall'induzione, la capacità di cogliere l'universale attraverso i particolari. Questo spiega perché «gli animali di esperienza ne hanno poca» mentre gli «uomini da molte riflessioni sull'esperienza si formano un unico giudizio generale intorno ai casi simili». Da qui nasce l'arte, la technè, «poiché molti ricordi di uno stesso oggetto costituiscono insieme il valore di un'esperienza» che è «una conoscenza di casi particolari, mentre l'arte è conoscenza degli universali» e delle «cause» tramite il filosofare. Termine ultimo della attività umana è la scienza, superiore all'arte, poiché in quella la conoscenza è pura e disinteressata mentre nell'arte è sottoposta a fini pratici.

## Empiristi e razionalisti
Nella storia del pensiero successiva il problema principale, una volta acquisita la fiducia nei dati empirici elaborati dalla ragione, fu quello di stabilire quanto nella conoscenza acquisita fosse attribuibile all'esperienza o alla ragione. Su questo tema si contrastarono le due correnti filosofiche dell'empirismo e del razionalismo.
Secondo gli empiristi quella dell'intelletto sarebbe un'attività vuota e inconcludente senza i dati empirici dovuti alla ricezione sensibile. Bisognava però distinguere gli elementi primi ed immediati dell'esperienza, sensazioni ed impressioni, da quei rapporti tra i dati sensibili che servono ad organizzarli e ordinarli e senza i quali il dato empirico sarebbe un miscuglio caotico di sensazioni. Questo aspetto delle relazioni che determinano la struttura ordinata dell'esperienza fu analizzato approfonditamente da John Locke e David Hume e divenne centrale nella moderna gnoseologia che si pose la domanda se quei rapporti risultino semplicemente da un accumulo dei puri dati sensibili che causano alla fine l'ordine dell'esperienza, come sostenevano il sensismo o il materialismo positivistico, o se sia la razionalità che, intervenendo in modo preponderante, stabilisca quell'ordine, come era nelle dottrine di Leibniz, dell'idealismo e dello spiritualismo di fine Ottocento, o se, infine, in una posizione intermedia, si riconosca un'autonoma collaborazione tra esperienza e ragione come in Kant, nel neocriticismo, nel neorealismo e nella fenomenologia da Husserl a Nicolai Hartmann.

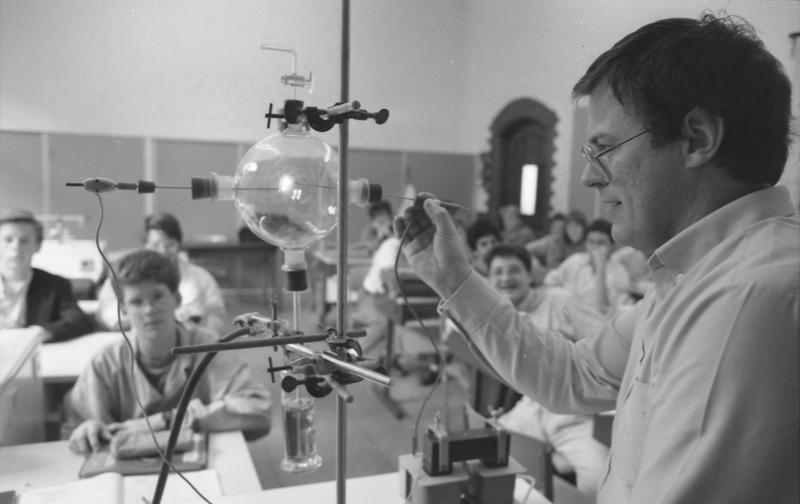
Didattica esperienziale in una scuola.

Con l'affermarsi e il diffondersi della teoria evoluzionistica di Darwin il problema del rapporto tra esperienza e ragione si complicò con la nuova questione dell'origine e sviluppo dello spirito umano. Si contrapposero due teorie: quella naturalistica, che fa capo a Spencer, secondo la quale anche quelle che vengono considerate proprietà innate dell'intelletto in effetti sono il risultato di un'evoluzione naturale e quella storicistica, che nasce con Hegel, secondo la quale lo spirito umano nasce e si sviluppa a seconda delle condizioni storiche nelle quali vive ed opera.
La discussione si è poi spostata ed ampliata sul piano della psicologia che, per un verso, con l'empirismo radicale di William James, il pragmatismo, la fenomenologia, la psicologia della forma ha messo in discussione l'atomismo psichico di David Hume e John Stuart Mill e, per un altro verso, con la psicologia sperimentale e i fenomenologi, ha criticato come insostenibile ogni teoria spiritualista della esperienza interiore come quelle avanzate da Maine de Biran, Émile Boutroux, Henri Bergson.

## L'esperienza scientifica
L'esperienza scientifica ha una concezione più ampia di quella tradizionale poiché include sia l'esperienza diretta, quella immediatamente osservabile nella sua evidenza dal soggetto sensibile, sia quella indiretta, ricavabile da dati che non possono ricadere nell'ambito della comune sensibilità, come quelli riguardanti i fenomeni subatomici o cosmologici, ma che provengono da altre accertate e verificate osservazioni, a questo tipo di fenomeni collegate.

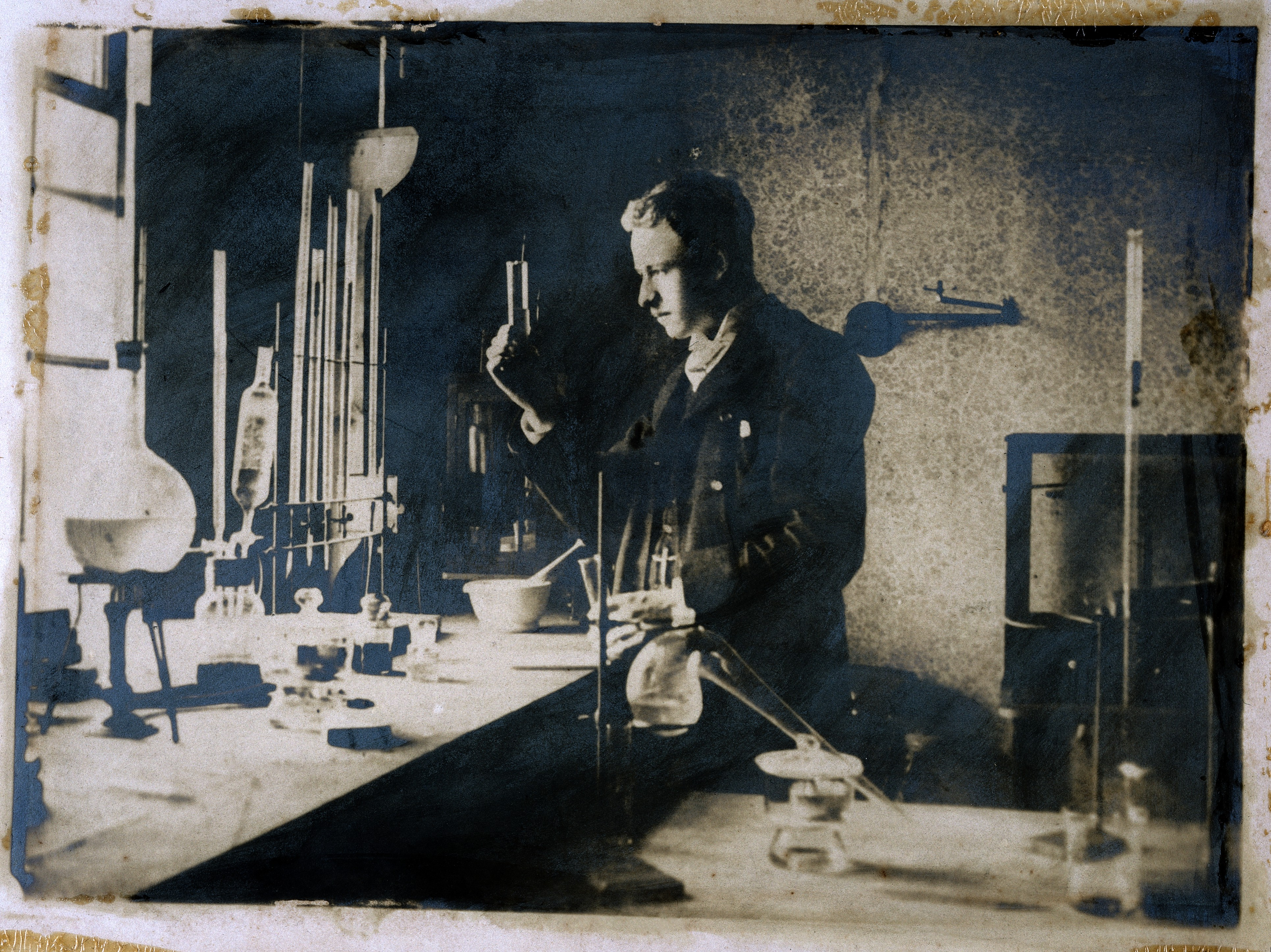
Esperimento di laboratorio.

Nell'esperienza usata nel campo scientifico oltre all'osservazione comune vi è poi l'intervento "artificiale" dello scienziato che organizza i dati sensibili inserendoli in schemi di natura statistica, come nell'experientia litterata di Francesco Bacone fatta scrivendo ordinatamente i dati nelle tabulae, o che tramite l'esperimento, come in Galilei, guida i fenomeni naturali a dimostrazione di una teoria.
In questo modo si è enormemente ampliato il concetto di esperienza che oltre ai tradizionali elementi sensoriali ed emozionali, oggi comprende fattori logici, matematici e tecnologici che ne rendono più complessa l'interpretazione epistemologica.

### Esperienza significativa
L'esperienza significativa è quella che comporta la revisione o l'annullamento di teorie scientifiche precedenti come avvenne con la scoperta della radioattività ad opera dei coniugi Marie e Pierre Curie, che fece crollare la concezione dell'atomo come un'unità inscindibile.

### Esperienza sociometrica
L'esperienza sociometrica è quella teorizzata e auspicata dallo psichiatra statunitense Jacob Levi Moreno (1889–1974), che estendeva l'uso di misurazioni sociometriche politiche non più a singoli gruppi ma all'intera umanità.

### Esperienza vicaria
L'esperienza vicaria è quella compiuta al posto di un'altra non attuabile: è il caso ad esempio della verifica e misurazione degli effetti di nuovi farmaci tramite esperimenti condotti sugli animali prima di passare a quelli sull'uomo.